# (31348) 1998 QF92
1998 كيو أف 92 (ويعرف أيضًا باسم (31348) 1998 كيو أف 92 وفق تسمية الكوكب الصغير) (بالإنجليزية: 1998 QF92)‏ هو كويكب ضمن حزام الكويكبات؛ وترتيبه 31348 من حيث الاكتشاف.
اكتُشف هذا الجُرم الفلكي بواسطة بحث لنكولن عن الكويكبات القريبة من الأرض في 28 أغسطس 1998.

## وصلات خارجية
- (31348) 1998 QF92 في قاعدة بيانات مختبر الدفع النفاث لأجرام النظام الشمسي الصغيرة

- الاكتشاف · مخطط المدار ·  العناصر المدارية · المعلمات المادية

- (31348) 1998 QF92 على موقع ويكي سكاي: DSS2, SDSS, GALEX, IRAS, Hydrogen α, X-Ray, Astrophoto, Sky Map, Articles and images